# Sedum chihuahuense
Sedum chihuahuense es una especie de la familia de las crasuláceas, comúnmente llamadas, siemprevivas, conchitas o flor de piedra (Crassulaceae), dentro del orden Saxifragales en lo que comúnmente llamamos plantas dicotiledóneas, aunque hoy en día se agrupan dentro de Magnoliopsida. El nombre del género significa “sedentario” o “estar sentado”, esto probablemente por sus hábitos de crecimiento; el nombre de la especie hace referencia al estado de Chihuahua de donde es originaria la planta tipo.

## Clasificación y descripción
Planta de la familia Crassulaceae. Planta anual, glabra, tubérculos pequeños, oblongos, tallos de 7 5-125 cm de alto, con ramificación dicotómica; hojas sésiles, oblongas u oblongo-lanceoladas, obtusas, hasta de 6-8 mm de largo; flores sésiles o con muy cortos pedicelos, sépalos anchamente oblongos, obtusos, hasta de 3 mm de largo, pétalos de 4 mm de longitud, blancos. Cromosomas n= 9, 10.

## Distribución
Endémica de México, en el estado de Chihuahua. Localidad tipo: Chihuahua: Zonas rocosas de la Sierra Madre.

## Ambiente
De acuerdo con los registros de herbario, puede ser afín a zonas boscosas.

## Estado de conservación
No se encuentra catalogada bajo algún estatus o categoría de conservación, ya sea nacional o internacional.